# Complémentarité des trous noirs
En physique théorique, la complémentarité des trous noirs réfère à l'application du principe de complémentarité aux trous noirs. C'est une conjecture apportant une solution au paradoxe de l'information. Elle a été développée par Leonard Susskind, Larus Thorlacius et Gerard 't Hooft,.